# Jiří Král (motocyklový závodník)
Jiří Král (* 8. června 1947, Brno) je bývalý český silniční motocyklový závodník.

## Závodní kariéra
Závodil ve třídách do 250 cm³ a 350 cm³. Začínal na motocyklech Jawa a ČZ, od roku 1975 jezdil na Yamaze. V mistrovství republiky skončil celkově třikrát na druhém a šestkrát na třetím místě, v roce 1974 vyhrál mistrovský závod v Těrlicku ve třídě do 350 cm³. Nejlepším výsledkem jeho kariéry je 9. místo na Velké ceně v Brně roku 1971, kdy si na ČZ 350 cm³ dojel pro dva body v mistrovství světa.

## Úspěchy
- Mistrovství Československa silničních motocyklů – celková klasifikace
  - 1970 do 250 cm³ – 17. místo – Jawa
  - 1970 do 350 cm³ – 18. místo – Jawa
  - 1971 do 250 cm³ – 3. místo – Jawa
  - 1971 do 350 cm³ – 6. místo – Jawa
  - 1972 do 250 cm³ – 3. místo – ČZ + Jawa 2
  - 1972 do 350 cm³ – 3. místo – ČZ
  - 1973 do 250 cm³ – 16. místo – ČZ
  - 1973 do 350 cm³ – 12. místo – Jawa
  - 1974 do 250 cm³ – 3. místo – Jawa 2
  - 1974 do 350 cm³ – 3. místo – Jawa 2
  - 1975 do 250 cm³ – 3. místo – Yamaha
  - 1975 do 350 cm³ – 3. místo – Yamaha
  - 1976 do 250 cm³ – 3. místo – Yamaha
  - 1976 do 350 cm³ – 2. místo – Yamaha
  - 1977 do 250 cm³ – 4. místo – Yamaha
  - 1977 do 350 cm³ – 2. místo – Yamaha
  - 1978 do 250 cm³ – 4. místo – Yamaha
  - 1978 do 350 cm³ – 9. místo – Yamaha
  - 1979 do 250 cm³ – 7. místo – Yamaha
  - 1980 do 250 cm³ – 12. místo – Yamaha